# José Leonardo Ortiz
José Leonardo Ortiz Salcedo (Chiclayo, Virreinato del Perú, 13 de octubre de 1782-Lima, 28 de febrero de 1854) fue un comerciante, militar, político y prócer peruano.

## Biografía
Nació en Chiclayo el 13 de octubre de 1782, entonces parte de la Intendencia de Trujillo del Virreinato del Perú. Fue hijo natural del hacendado de origen español Francisco Ortiz y la dama lambayecana Juana Salcedo. Fue una figura notable local en la emancipación de la zona de Chiclayo dentro del marco de la independencia del Perú, posteriormente luchó en la batalla de Junín en agosto de 1824.
Ayudó eficazmente a su amigo el general Felipe Salaverry quien ofreció bajo palabra de honor al Coronel Ortiz, que haría de Chiclayo una provincia. Efectivamente, uno de los primeros actos del gobierno de Salaverry fue dar cumplimiento a esta promesa, expidiendo el Decreto que eleva a Chiclayo a la categoría de Villa y confiriéndole el título de "Ciudad Heroica" un 15 de abril de 1835 por los servicios prestados a la guerra de la independencia. El 18 de abril del mismo año, Salaverry expidió el decreto de creación de la provincia de Chiclayo.
El Coronel Ortiz se distinguió por su altruismo y filantropía, pues consiguió que se distribuyan los terrenos baldíos que conforman hoy las manzanas comprendidas entre las calles Balta, San José. Vicente de la Vega, Lora y Cordero, Lapoint y Juan Cuglievan. Tras el desborde de una acequia, acogió a los damnificados y les donó alimentos.
Leonardo Ortiz falleció víctima de fiebre amarilla el 28 de febrero de 1854, a los 71 años, durante su confinamiento en la ciudad de Lima por su oposición al gobierno de Echenique. Sus restos sepultados en Lima fueron trasladados a su tierra natal el 28 de febrero de 1956. Está enterrado actualmente en el cementerio El Carmen de Chiclayo.

## Homenajes
En su honor se renombró al distrito chiclayano de San Carlos como Distrito de José Leonardo Ortiz, el  5 de febrero de 1966 mediante ley N°16049.